# Djekše
Djekše (nemško Diex) je najsevernejša razložena vas na avstrijskem Koroškem, ki velja za severno mejno naselje slovenske narodne skupnosti. Leta 2001 se je ob popisu za Slovence izreklo 6,8 % občanov (od skupnega števila 895 občanov), leta 1951 pa 46,1 %. V začetku 20. stol. je bilo prebivalstvo v kraju še povsem slovensko, sedaj pa so Djekše skupaj s sosednjima naseljema Knežo (Grafenbach) in Krčanjami (Greutscach) najbolj izpostavljeni kraji na slovenski severni narodnostni meji.

## Geografija

### Lega
Naselje leži na 1159 mnm, na južnem pobočju Svinške planine (nemško Saualpe), visoko nad dolino Podjune, 14 km severno od Velikovca. Občina se razprostira na 54,9 km² velikem področju. Djekše so privlačen turistični kraj, z okoli 2000 sončnimi urami letno.

### Razdelitev občine
Občina je razdeljena na štiri katastrske občine: Dješka gora (Diexerberg), Kneža (Grafenbach), Vovbrska gora (Haimburgerberg) in Zgornje Krčanje (Obergreutschach). Na ozemlju občine se nahajajo sledeča naselja:
- Djekše (Diex), 374 prebivalcev  (stanje 2001)
- Hudi kraj (Bösenort), 82 prebivalcev
- Kneža (Grafenbach), 114
- Šmihelska gora (Michaelerberg), 5
- Tolsti Vrh (Großenegg), 51
- Vovbrska gora (Haimburgerberg), 158
- Zgornje Krčanje (Obergreutschach), 79

## Zgodovina
Djekše se v stari darilni listini kralja Arnulfa prvič omenjajo leta 895 kot mons Diehse.
župnijska cerkev Sv. Martina se v pisnih virih prvič omenja leta 1168.
V 15. stoletju, za časa turških vpadov v Slovenske dežele, so domačini župnijsko cerkev Sv. Martina v Djekšah in takratno podružnično cerkev Sv. Marije Magdalene v Kneži preuredili v taborski cerkvi. Obe cerkvi sta s svojim mogočnim obzidjem, strelnimi linami in prostori za hrambo živine odločilno prispevali k obrambi lokalnega prebivalstva pred Turki in sta še danes odlično ohranjeni.
Samostojna civilna občina Djekše je bila ustanovljena leta 1865 po obsežnih političnih spremembah v Habsburškem cesarstvu sredi 19. stoletja. Ustanovljena je bila z združitvijo občin Dješka gora (Diexerberg) in Vovbrska gora (Haimburgerberg), ki sta na tem področju obstajali že od leta 1850.
Celotno ozemlje občine Djekše je bilo vse do konca 1. svetovne vojne izrazito slovensko, o čemer pričajo tudi uradni popisi prebivalstva tistega časa. Ob Koroškem plebiscitu leta 1920 je bila občina Djekše vključena v plebiscitno cono A, občani pa so takrat s 65% glasov za in 35% proti glasovali za ohranitev nedeljene Koroške znotraj republike Avstrije.
Za časa 2. svetovne vojne so se v okolici Djekš, kakor tudi na celotnem slovensko govorečem južnem pobočju Svinške planine, organizirale partizanske enote, ki so se borile proti nacistični okupaciji Koroške.
Meje občine so se ponovno spremenile leta 1973, ko so ji bili priključeni posamezni deli razpuščene občine Vovbre (Haimburg) in občine Grebinj.

## Prebivalstvo

### Zgodovinska slika
Po zadnjem Avstro-Ogrskem popisu prebivalstva iz leta 1910 je okoli 88% prebivalcev takratne občine Djekše navedlo slovenščino kot svoj vsakdanji pogovorni jezik.
| Občina      | Število slovensko govorečih 1910 | Število nemško govorečih 1910 |
| ----------- | -------------------------------- | ----------------------------- |
| Djekše/Diex | 1404 (88%)                       | 197 (12%)                     |

| Naselje                      | Število prebivalcev 1991 | Odstotek Slovencev 1991 | Odstotek Slovencev 1951 |
| ---------------------------- | ------------------------ | ----------------------- | ----------------------- |
| Vovbrska gora/Haimburgerberg | 177                      | 24.9%                   | 86.9%                   |
| Hudi kraj/Bösenort           | 91                       | 14.3%                   | 30.4%                   |
| Tolsti Vrh/Grossenegg        | 53                       | 17%                     | 96.3%                   |
| Kneža/Grafenbach             | 130                      | 10.8%                   | 12.3%                   |

### Danes
Po popisu iz leta 2001 ima občina Djekše 863 prebivalcev, od tega jih ima 99,2% avstrijsko državljanstvo. 6,8% prebivalcev občine se izreka za pripadnike slovenske narodne skupnosti.
K rimskokatoliški veroizpovedi se prišteva 97% prebivalstva občine. Brez uradne veroizpovedi sta 2%.

## Kultura in znamenitosti
Na področju občine Djekše sta znameniti predvsem obe lepo ohranjeni taborni cerkvi, v Djekšah in Kneži, ki štejeta med najbolje ohranjene v celotnem slovenskem etničnem prostoru.
Župnijska cerkev Sv. Martina v Djekšah je bila v baročnem slogu preurejena sredi 18. stol., vendar je njena osnova mnogo starejša in izrazito poznogotska. Cerkev in pokopališče, kjer so ohranjeni še mnogi slovenski nagrobni napisi, obdaja velik protiturški tabor z dvema okroglima stolpoma, na katerih je letnica 1535. Znotraj okoli 5 m visokega obzidja je lesen obrambni hodnik s strelnimi linami. Hodnik je zaradi zaščite pred zažigalnimi puščicami pokrit s skriljem. V notranjosti cerkve se nahajajo upodobitve Križevega potu z napisi v slovenskem jeziku.
Cerkev Sv. Marije Magdalene v Kneži se v pisnih virih prvič omenja leta 1307. Leta 1377 se omenja kot podružnična cerkev župnije Sv. Martina v Djekšah, v samostojno župnijo pa je Kneža povzdignjena sredi 18. stoletja. S taborskim obzidjem, ki sega v višino preko 3 metre,  je bila cerkev obdana med letoma 1487 in 1532. Na notranji strani obzidja se nahaja lesen obrambni hodnik s strelnimi nišami, okoli cerkve pa je urejeno vaško pokopališče.
Celotna občina Djekše je sicer pestro posejana z mnogimi drugimi kulturno-zgodovinskimi spomeniki, ki so tudi za slovensko kulturno dediščino izjemnega pomena.
- Pokopališče na Djekšah, obdano s taborskim obzidjem in obrambnim hodnikom
- Zaključni kamen nad vhodom v obzidje, z letnico 1535
- grb nad portalom

## Politika

### Občinski svet
Občinski svet občine Djekše sestoji iz 11 članov in po občinskih volitvah leta 2009 zaseda v naslednji sestavi :
- 5 Avstrijska Ljudska Stranka (ÖVP)
- 3 Socialdemokratska Stranka Avstrije (SPÖ)
- 3 Avstrijski Svobodnjaki (FPÖ)

Neposredno izvoljeni župan je Anton Napetschnig (ÖVP).

### Grb
Grb občine Djekše prikazuje znamenita in lahko prepoznavna stolpa župnijske cerkve Sv. Martina, v zlati barvi na modrem ozadju.
Motiv dvojnih stolpov taborske cerkve je bil prisoten v žigu občine Djekše že dolgo pred uradno podelitvijo grba.
Grb in zastava sta bila občini podeljena 22. oktobra 1969. Zastava je modro-rumeno-črna, z vključenim grbom.

## Spletne povezave
- Gemeinde Diex Arhivirano 2021-05-02 na Wayback Machine.
- Podatki za Djekše. V: Statistik Austria.